# پرنده سه‌پا

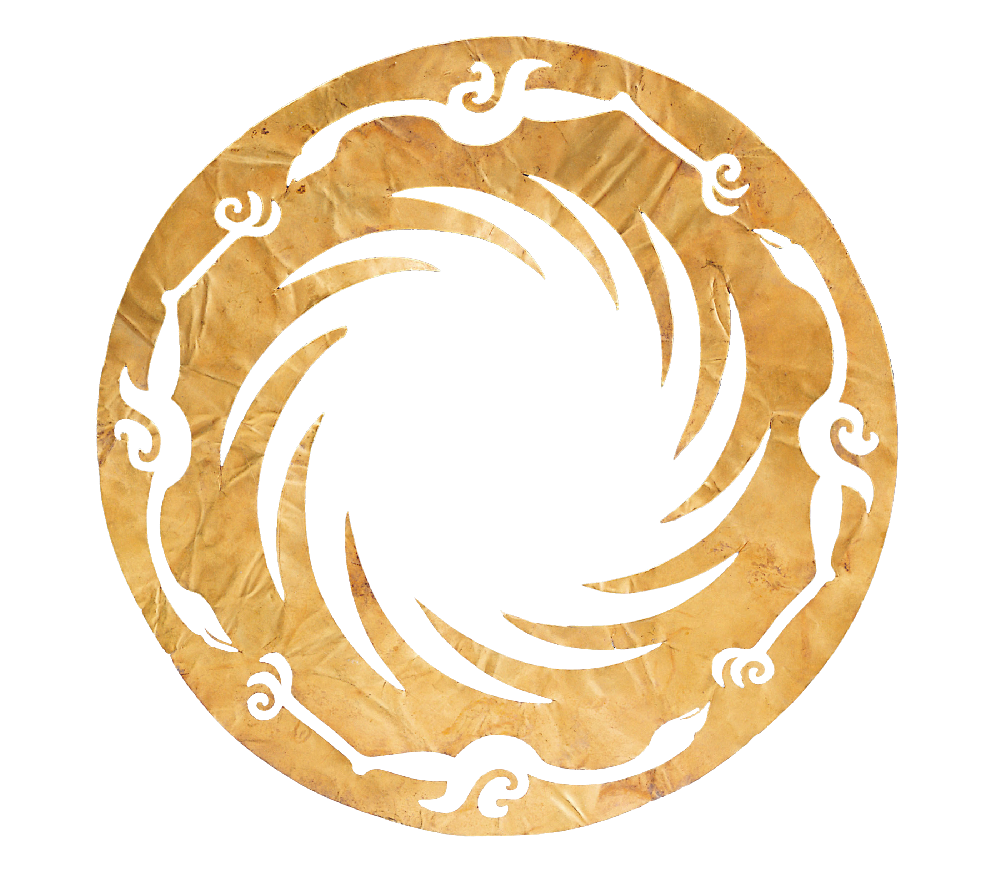
زیور طلایی خورشید و پرندگان جاودان اثر مردم باستانی شو. مرکز آن یک الگوی خورشیدی با دوازده نقطه است که چهار کلاغ سه‌پا در جهت خلاف عقربه‌های ساعت در اطراف آن پرواز می‌کنند، پادشاهی باستانی شو

پرنده سه‌پا یا کلاغ سه‌پا موجودی افسانه‌ای در اساطیر و هنرهای آسیا، آسیای صغیر و شمال آفریقا است. این موجود را معمولاً مقیم و نماینده‌ای از خورشید می‌دانسته‌اند.
این جانور افسانه‌ای در اسطوره‌های مصر حضور داشته و تصویر آن بر دیوارها نقش بسته‌است. پرنده سه‌پا در افسانه‌های شرق آسیا بیشتر با خورشید مرتبط بوده‌است.

## پرندۀ سه‌پا در کره

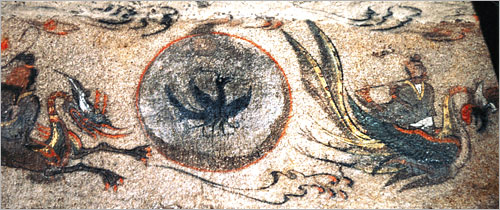
کلاغ سه‌پا در میان اژدها و ققنوس. نقاشی دیواری از دوره گوگوریو کره‌ای، مقبره اوهوئه شماره ۴، قرن ششم – قرن هفتم، ژی ان، چین

در کشور کره، کلاغ سه‌پا یا «سامجوک او» به ویژه در دوران امپراطوری گوگوریو اهمیت پیدا می‌کند. در این دوره مردم کره کلاغ سه پا را نمادی از خورشید، قدرت و به طور خاص نماد امپراطوران گوگوریو به حساب می‌آورند. بر اساس اعتقادات اسطوره‌ای مردم کره در دورۀ گوگوریو، کلاغ سه پا در خورشید زندگی می‌کند و ماه نیز محل زندگی یک وزغ است.
طبق اسناد تاریخی و یافته‌های باستان‌شناسی، در این دوران، کلاغ سه پا مهم‌ترین و محترم‌ترین نماد قدرت و امپراطوری در کره است به طوری که جایگاه آن حتی از نماد اژدها نیز برتر بوده است. تصویر پرندۀ سه پا در نقاشی‌های دیواری باقی مانده در مقبرۀ برخی از امپراطوران گوگوریو قابل تشخیص است.

## در فرهنگ مدرن
امروزه نیز پرندۀ سه‌پا جایگاه خود را در فرهنگ شرق آسیا از دست نداده است. به عنوان مثال فدراسیون فوتبال ژاپن در لوگوی خود از این نماد استفاده کرده است.
در سریال های تلویزیونی افسانه جومونگ، سرزمین بادها، شاهزاده جامیونگ گو،امپراتور افسانه ها،گوانگ‌گه‌تو فاتح بزرگ،گل و شمشیر،ته جویونگ،یون گه سومون،پادشاه سجونگ بزرگ و فیلم قهرمانان میدان نبرد به آن اشاره شده است.